# Drever
Drever – jedna z ras psów, należąca do grupy psów gończych i posokowców, zaklasyfikowana do sekcji małych psów gończych.

## Krótki rys historyczny
Rasa powstała w XX wieku w wyniku skrzyżowania jamnikoogarów westfalskich i duńskich. Obecnie jest bardzo popularna w Kanadzie.

## Użytkowość
Pies używany do tropienia i polowania. Głośno szczeka, dzięki czemu mimo stosunkowo niewielkiego wzrostu łatwo go odnaleźć w gęstym lesie.
Charakter i temperament
Pies czujny i łatwy do ułożenia.

## Wygląd
Umaszczenie jest czarno- lub złoto-białe. Białe znaki powinny występować na kufie, szyi, klatce piersiowej, końcu ogona i stopach. Sierść krótka. Rasę tę charakteryzuje długi tułów i stosunkowo krótkie nogi, dzięki czemu pies wydaje się prostokątny.